# Festival en el desierto

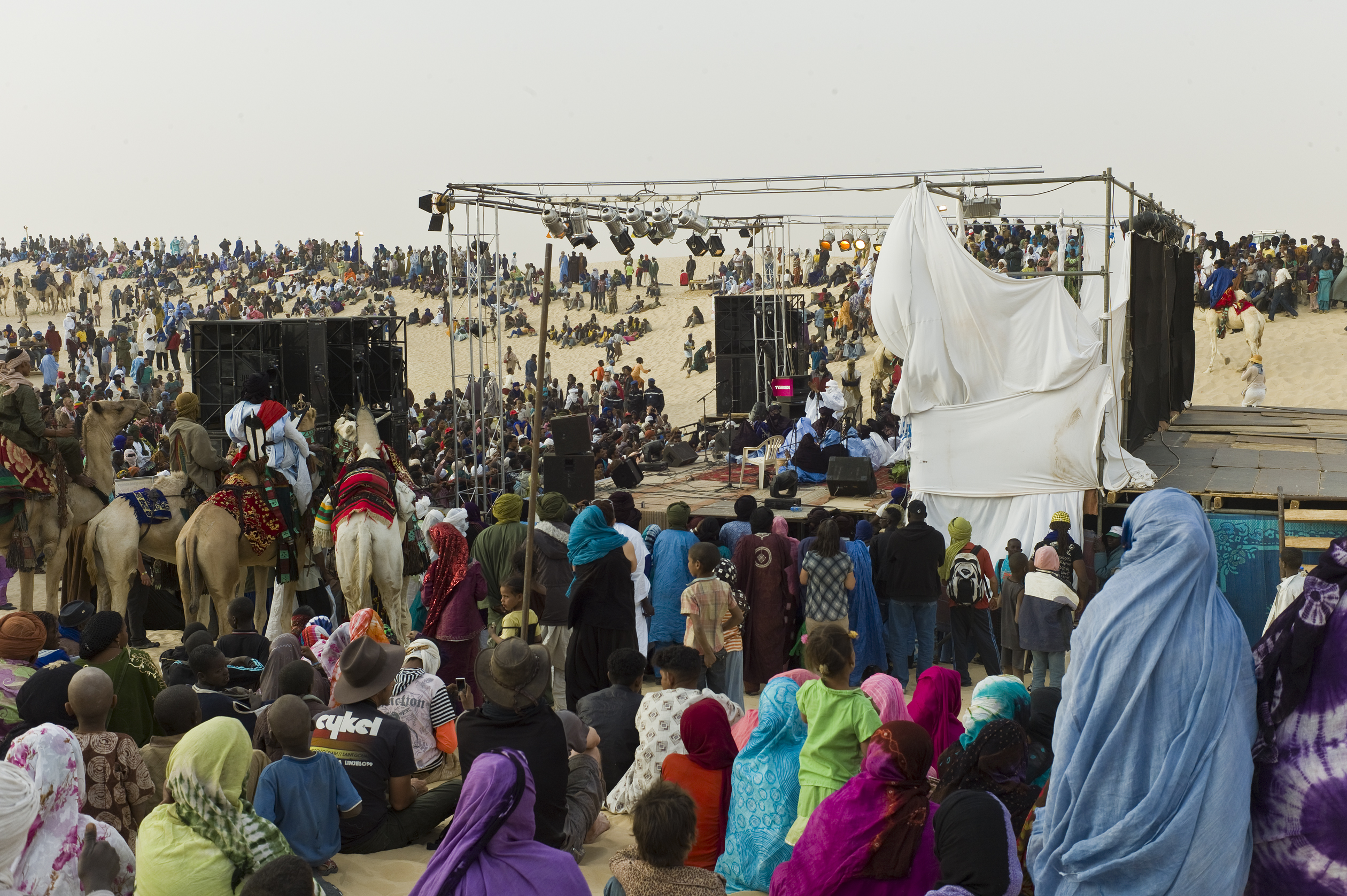
Audiencia en el festival cerca de Tombuctú, Malí, 2012.

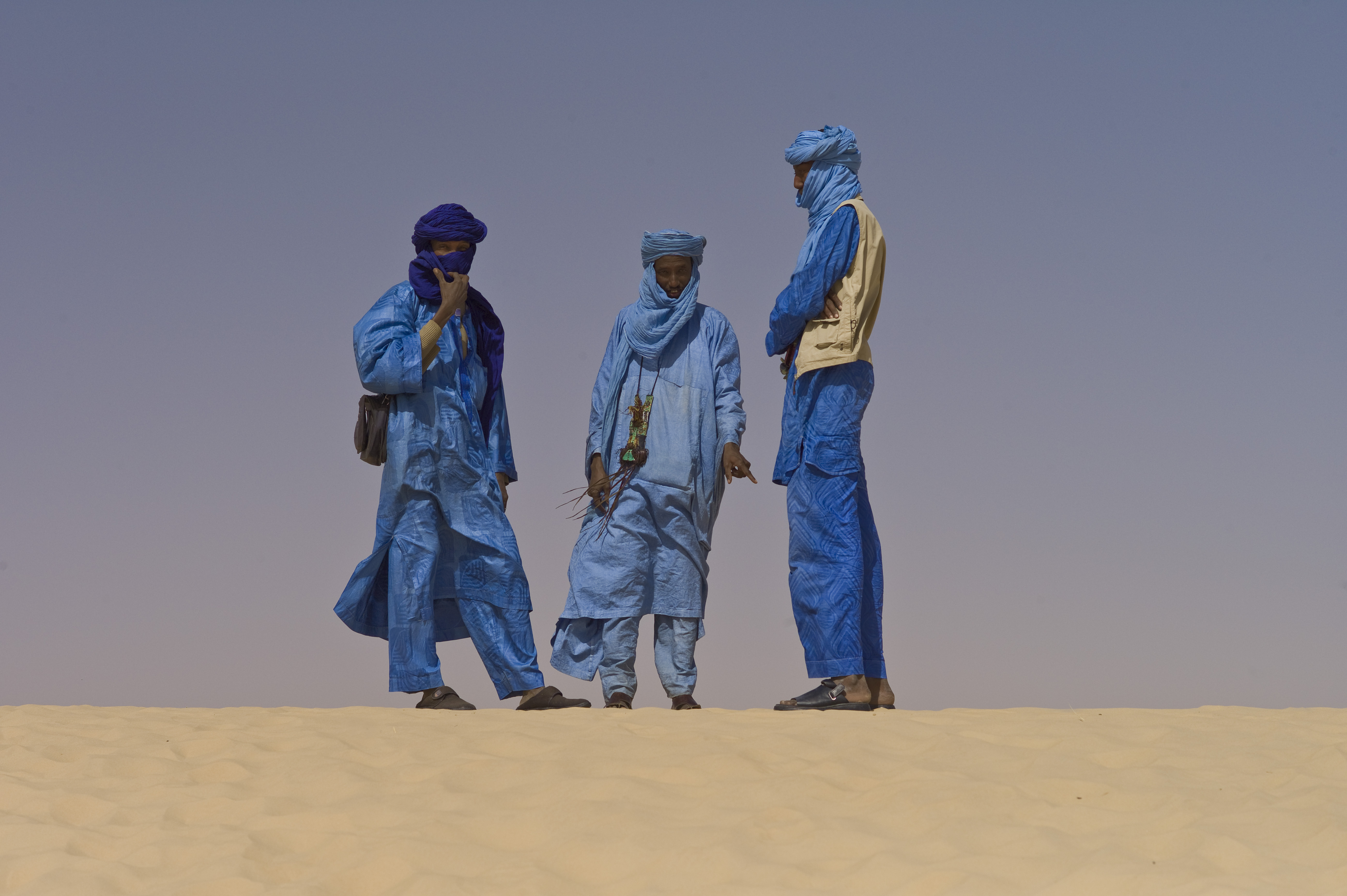
Tuaregs en el festival de enero de 2012.

El Festival au désert ("Festival en el desierto") fue un concierto anual realizado en Malí, que mostraba música tradicional tuareg, así como música de todo el mundo. 
El primer festival tuvo lugar en 2001 en Tin Essako, luego en Tessalit en 2002 y en Essakane de 2003 a 2009. De 2010 a 2012 se celebró en las afueras de Tombuctú debido a preocupaciones de seguridad que han impedido que tenga lugar desde entonces. 
Se han realizado varios documentales sobre el festival: Le Festival au Désert (2004), Dambé: The Mali Project (2008), The Last Song Before the War (2013) y Woodstock in Timbuktu (2013). El álbum Festival au Desert Live de Timbuktu (2013) tiene actuaciones del festival 2012. 

## Detalles
El primer festival fue realizado en Tin Essako en 2001 y posteriormente se trasladó a Tessalit, región de Kidal, al noreste de Malí en 2002. Desde 2003 hasta 2009, se celebró en Essakane, a 65 km de Tombuctú, pero debido a problemas de seguridad, desde 2010 se celebró en las afueras de la ciudad.
La banda tuareg Tinariwen atrajo atención internacional con su actuación en el Festival 2001. 
En 2013 se lanzó una grabación de audio de la edición 2012 Festival au Desert Live de Tombuctú con actuaciones de 18 artistas.
Poco después del festival de enero de 2012, el MNLA lanzó la rebelión de Azawadi, una etapa temprana del conflicto del norte de Malí, lo que provocó el aplazamiento del festival 2013. En julio y agosto de 2013, Tartit, Imharhan y Mamadou Kelly recorrieron América del Norte como el Festival au Desert - Caravan for Peace. El Festival ha sido pospuesto debido a problemas de seguridad en la región. 

## Documentales
Un documental en francés titulado Le Festival au Désert (2004) fue filmado durante el festival de 2003, con artistas intérpretes o ejecutantes que incluyen a Tartit, Oumou Sangaré, Lo'Jo, Tinariwen, Robert Plant junto a Justin Adams, Blackfire, Khaira Arby y su banda, Django y Ali Farka Touré. El DVD contiene subtítulos en inglés, y también se lanzó un CD de audio del concierto, Festival in the Desert. 
El documental Dambé: The Mali Project (2008) cuenta la historia de una aventura musical transcultural a más de 3000 millas de dos músicos irlandeses, que presenta actuaciones del Festival au désert.
Otros documentales realizados sobre el Festival son The Last Song Before the War (2013) y Woodstock in Timbuktu (2013).